# Индикатор выполнения

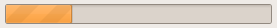
Пример индикатора процесса

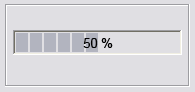
Индикатор с дополнительным отображением выполненной работы в процентах, скриншот 2008 года.

Неопределённый индикатор выполнения

Индикатор процесса или Индикатор выполнения (англ. Progress bar) — элемент (виджет) графического интерфейса пользователя, который представляет собой прямоугольную область, которая «заполняется» областью другого цвета/фактуры по мере выполнения какой-либо задачи, например, загрузки файла. Стандартный индикатор процесса заполняется слева направо.
Индикаторы процесса используются, когда масштаб задачи и доля уже выполненной работы известны хотя бы приблизительно. В противном случае используются неопределённые (в них область индикатора не заполняется, вместо этого внутри индикатора воспроизводится анимация, например — цветной квадрат, движущийся влево-вправо), либо асинхронные индикаторы выполнения. Если процесс происходит достаточно медленно, или может замирать на длительное время, чтобы сигнализировать пользователю, что процесс не остановился, могут использоваться дополнительные анимации, например анимация перемещаемого документа в Windows. В дальнейшем анимацию в виде движущихся полос или отблесков стали накладывать на сам движок индикатора.
Иногда используются индикаторы-обманки, в которых движок, постепенно замедляясь, заполняется до определённой отметки (например, 2/3), а в случае поступления данных — перескакивает до полного заполнения. Такой индикатор, к примеру, использовался в браузере Internet Explorer.
Кроме линейного индикатора выполнения может использоваться также индикатор в виде кольца или окружности, заполняющейся по мере выполнения процесса. Такой индикатор может быть очень компактным и располагаться, например, в тексте.

## Предшественники
Концепция индикатора процесса была придумана намного раньше. В 1896 году Кароль Адамецкий (англ. Karol Adamiecki) разработал диаграмму, которую он назвал harmonogram, которая более известна на сегодняшний день как «Диаграмма Гантта». Адамецкий не публиковал свою диаграмму до 1931 года, однако согласился на это позже, но не на английском языке, а только на польском. В настоящее время диаграмма носит имя Генри Гантта (1861—1919), который разработал свою диаграмму, первый вариант которой был предложен в 1910 году, и начал популяризировать её на Западе. Позднее эта концепция была принята для вычислений.